# Castell d'Albesa
El Castell d'Albesa, també conegut com el castell del Cinto, és un monument històric d'Albesa (La Noguera) declarat bé cultural d'interès nacional.
Està situat al tossal que domina la vila d'Albesa. El vestigi més vistent, una torre, s'anomena la Penya dels Moros.

## Història
Durant el segle xi era un «hisn» islàmic d'importància estratègica, atesa la seva situació enfront de Lleida. Les ràtzies contra el món cristià per part dels musulmans i les lluites internes de l'Islam en la zona de frontera van afectar directament la vil·la d'Albesa convertint-la en un dels punts fortificats bàsics de l'entramat militar de la Frontera Extrema. La primera referència que es coneix d'aquest castell és de l'any 1002 o 1003 quan era andalusí. Sembla que a Albesa tingué lloc una batalla entre forces andalusines i tropes cristianes comandades pels comtes Ermengol I d'Urgell i Ramon Borrell de Barcelona.
La conflictivitat i la lluita entre moros i cristians pel domini del Castell d'Albesa i de les terres, fou molt sovintejada. Hi ha referències (1091-1092) del pagament de paries,és a dir, tributs que els sarraïns de les taifes pagaven als comtes de la Marca Hispànica com a indemnització de guerra, reconeixement de domini i protecció. L'any 1105, consta que el castell era de domini musulmà. L'any 1120, en un pacte de mútua fidelitat, l'alcaid de Lleida Ibn Hilāl donà el castell d'Albesa a Ramon Berenguer III de Barcelona. El 1122 el castell es trobava en mans del comte d'Urgell Ermengol VI que concedí territori i delme a Santa Maria de Solsona. Albesa podria haver caigut de nou en mans dels almoràvits que el 1124 derrotaren les tropes comtals. Sembla que any 1149, Ramon Berenguer IV conquerís el castell d'Albesa de manera definitiva i comencés una vida normal pels castells medievals essent, des de llavors, objecte de donacions i testaments. L'any 1167, en el testament del comte Ermengol VII, passà a mans de la seva esposa i fill Ermengol VIII.
Durant el segle xiii el castell patí les turbulències polítiques entre el comtat d'Urgell i el vescomtat d'Àger.
Al segle xv, desmembrat el comtat d'Urgell, és senyora d'Albesa la comtessa de Pallars.
Durant la primera guerra civil del S. XIX, el castell fou ocupat pels Carlins com a reducte militaritzat.

## Arquitectura
De l'antic castell en queda a la vista una sola torre a la cara nord del turó, coneguda com la «penya del Moros». S'observen una sèrie de carreus en direcció oest vorejant el tossal per la mateixa cota de la torre; podrien ser un tram de la muralla. La torre és de planta rectangular amb les cares nord i oest en força bon estat i la cara E molt erosionada. La torre presenta dos moments constructius molt diferenciats i que poden correspondre als dos moments de màxima importància: els segles X-XI i el segle xiii. La part baixa, la més antiga, conserva nou filades de carreus (d'uns 70 X 30 cm) de pedra sorrenca disposats amb juntes molt estretes. En la cara N els carreus són situats gairebé tots al llarg.
L'aparell de la part superior és fet a base de maçoneria encofrada feta amb forta argamassa i reble, i disposició dels carreus exteriors en filades. A la cara N, en els tres carreus de la filada superior es conserven restes dels forats que aguantaven l'estructura de l'encofrat.